# Brenz (Mecklenburg)
Brenz  is een gemeente in de Duitse deelstaat Mecklenburg-Voor-Pommeren, en maakt deel uit van het Landkreis Ludwigslust-Parchim.

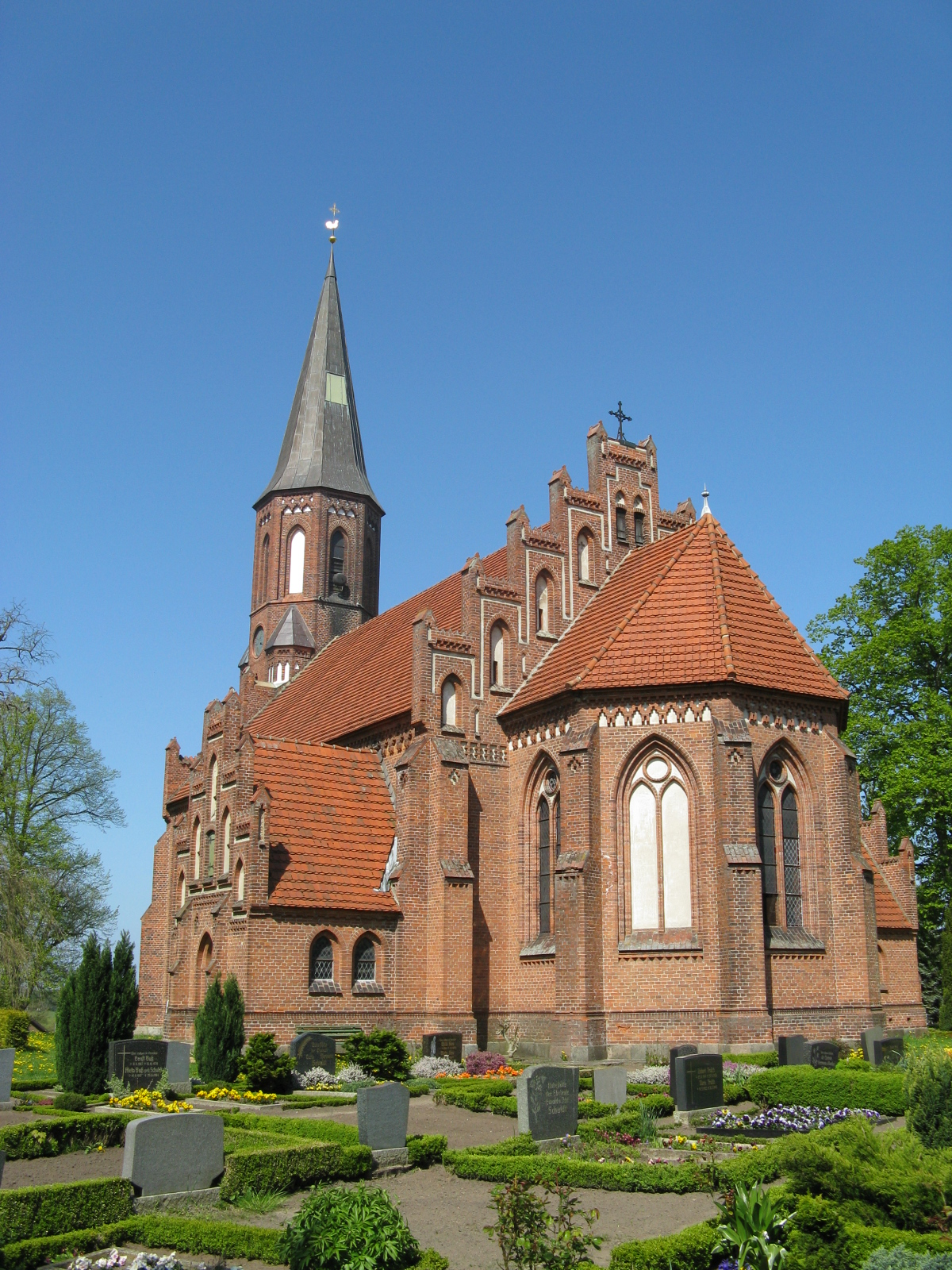
Kerk

Brenz telt 510 inwoners.